# Hylomyscus stanleyi
Hylomyscus stanleyi — вид ссавців-гризунів родини мишевих (Muridae). Це ендемік південно-західної Танзанії, де він мешкає на висоті понад 2200 м над рівнем моря. Його природне середовище існування — гірські хмарні ліси. Має довжину від голови до крупу 102 мм, хвіст на 43% довший за тулуб і вагу 27,5 г (середні значення). Названий на честь американського теріолога Вільяма Т. Стенлі.